# Танец маленьких утят
Танец маленьких утят — детская песня 1950-х годов швейцарского аккордеониста и исполнителя на губной гармонике Вернера Томаса из Давоса (Швейцария) и соответствующий танец.
Песня переводилась на многие языки и исполнялась различными артистами, среди которых — Аль Бано и Ромина Пауэр (1981). Англоязычная версия принадлежит Бобу Кеймсу (1982)
Песня известна во всём мире, в том числе и в СССР и России, русский текст к ней написал Юрий Энтин. Русскоязычная версия стала популярной благодаря исполнению ансамбля фольклорной музыки под управлением Владимира Назарова в альбоме «С Новым Годом!» 1984 года.

## Название песни на других языках
- англ. Chicken Dance
  - англ. Funky Chicken (США)
- болг. Патешкият танц
- чеш. Ptačí tanec (kuřátka)
- нидерл. De Vogeltjesdans
- эст. Tibutants
- фин. Tiputanssi
- фр. La danse des canards
- нем. Vogerltanz, Ententanz

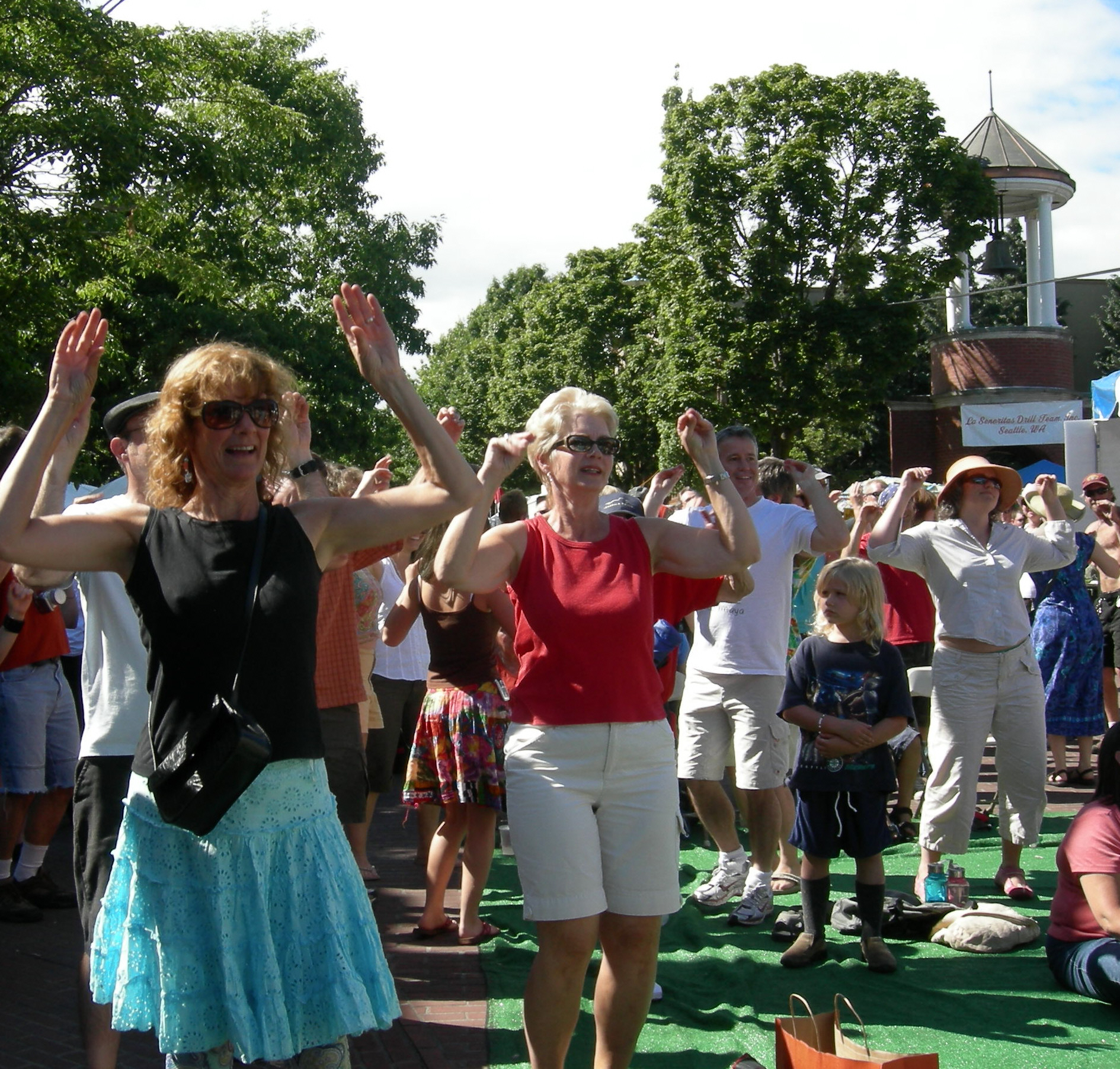
Танец маленьких утят

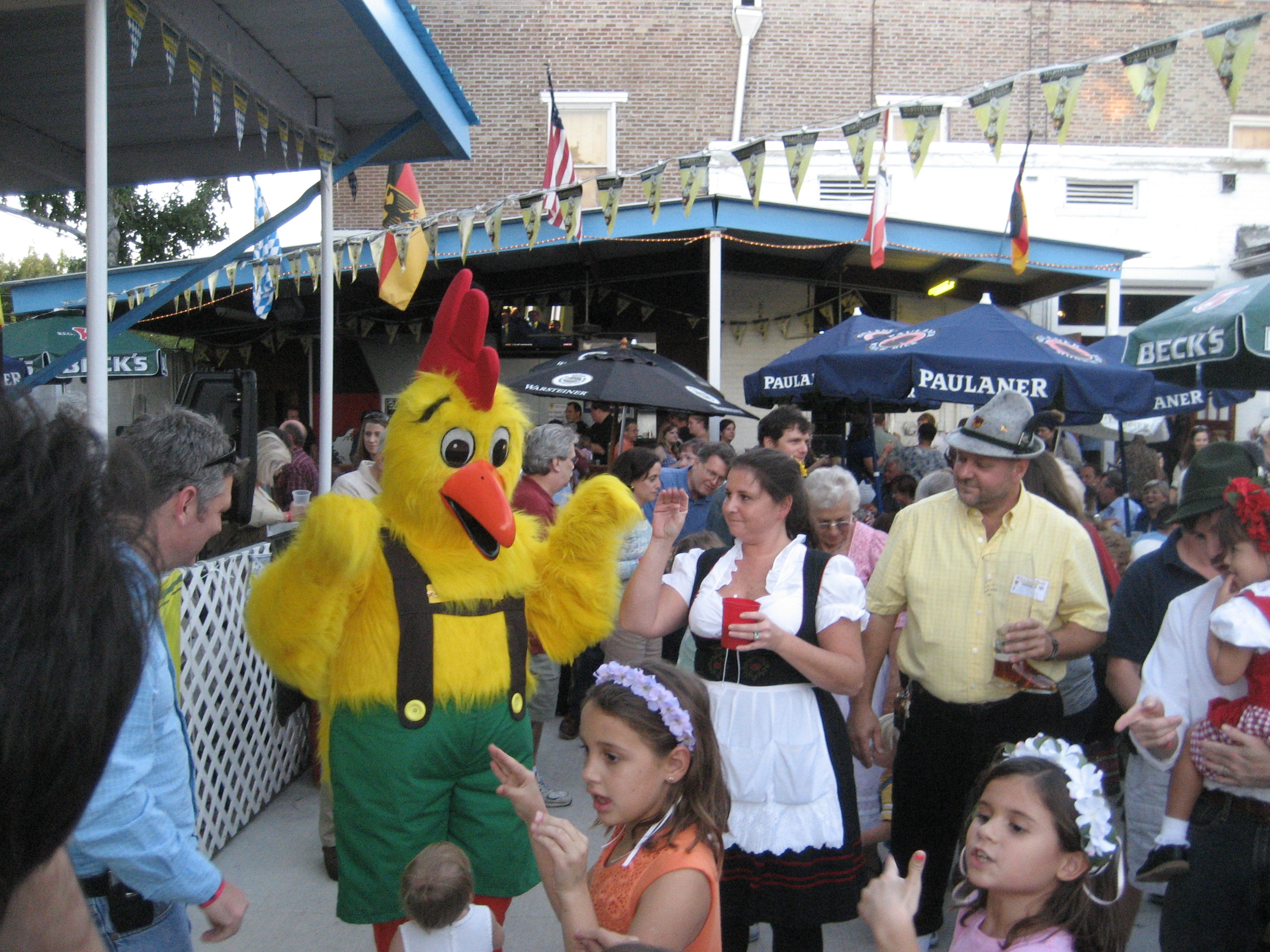

  - Frank Zander её исполнял с текстом «Ja wenn wir alle Englein wären» (Ах, если бы мы все были ангелами)
- греч. Τα παπάκια στη σειρά — Ta papakya stee seera (Маленькие утята в ряд)
- ивр. ריקוד הציפורים‎ (рику́д ha-ципори́м — Птичий танец)
- венг. Kacsatánc (Танец утки)
- исл. Fugladansinn
- итал. Il ballo del qua qua
- яп. おかしい鳥 (окасии тори — Смешная птица)
- кор. 모두가 천사라면 (модуга чхонсарамён — Если бы все были ангелами)
- норв. Fugledansen
- порт. A dança do passarinho
- пол. Kaczuchy (Уточки)
- укр. Танок (маленьких) каченят (Танец (маленьких) утят)
- словен. Račke (Утки)
- исп. Pajaritos a bailar / El baile de los pajaritos
  - Y el mundo a bailar (И весь мир танцует)
- швед. Fågeldansen / Kycklingdansen (Птичий / цыплячий танец)